# Dunalley
Dunalley – miasto w Australii, w południowej części Tasmanii.